# Ischnura denticollis
Ischnura denticollis är en trollsländeart som först beskrevs av Hermann Burmeister 1839.  Ischnura denticollis ingår i släktet Ischnura och familjen dammflicksländor. Inga underarter finns listade i Catalogue of Life.